# Chaudrey
Chaudrey é uma comuna francesa na região administrativa de Grande Leste, no departamento de Aube. Estende-se por uma área de 13,68 km². Em 2010 a comuna tinha 147 habitantes (densidade: 10,7 hab./km²).